# Макреш (община Старо Нагоричане)
Вижте пояснителната страница за други значения на Макреш.
Макреш (на македонска литературна норма: Макреш) е село в Северна Македония, в община Старо Нагоричане.

## География
Селото е разположено в областта Средорек на три километра северно от пътя Кюстендил - Куманово.

## История
В края на XIX век Макреш е българско село в Кумановска каза на Османската империя. Според статистиката на Васил Кънчов („Македония. Етнография и статистика“) от 1900 г. Макреш е населявано от 235 жители българи християни.
Цялото християнско население на селото е сърбоманско под върховенството на Цариградската патриаршия. Според патриаршеския митрополит Фирмилиан в 1902 година в селото има 26 сръбски патриаршистки къщи. По данни на секретаря на Българската екзархия Димитър Мишев („La Macédoine et sa Population Chrétienne“) в 1905 година в Макреш има 256 българи патриаршисти сърбомани и в селото функционира сръбско училище.
В учебната 1907/1908 година според Йован Хадживасилевич в селото има патриаршистко училище.
По време на Първата световна война Макреш има 161 жители.
Според преброяването от 2002 година селото има 40 жители, всички северномакедонци.